# Jakov Slasjtjov
Jakov Aleksandrovitj Slasjtjov-Krimskij (ryska: Яков Александрович Слащёв-Крымский), född den 29 december (enl. g.s. 17 december) 1885 i Sankt Petersburg, död den 11 januari 1926 i Moskva, var en rysk militärofficer och kontrarevolutionär under ryska inbördeskriget.

## Biografi
Slasjtjov gick med i den vita armén i december 1917. I maj 1918 utnämndes Slajtjov till general Andrej Sjkuros stabschef. Under december 1919 befordrades Slasjtjov till generalmajor och utnämndes då även till befälhavare över de Krimska Azovkåren. Det följande året 1920 befordrades han ytterligare till generallöjtnant. Mot slutet av 1919 så lyckades Slasjtjov försvara Perekopnäset från anfall av Röda armén från januari till mars 1920, och på så vis förhindra att bolsjevikerna från att inta Krimhalvön. För sitt framgångsrika försvar av Krim erhöll Slasjtjov rätten att anta hedersnamnet Krimskij ("den krimske") av Pjotr Wrangel.[källa behövs]
Under inbördeskrigets gång blev Slasjtjov ökänd för grymhet mot judar och för plundring av befolkningen, ibland motstridigt Wrangels order. År 1919 var trupper under hans befäl ansvariga för morden på omkring 200 judar i den ukrainska orten Golovanevsk (nu Holovanivsk). Slasjtjovs ibland bittra kritik av Wrangels beslut under krigets gång ledde till slut till att han dömdes för insubordination och fråntogs sin rang. Han drog sig därefter tillbaka till Konstantinopel, där han försörjde sig på att sälja hemodlade grönsaker, innan han återvände till det sovjetstyrda Krim.
År 1924 publicerade Slasjtjov sina memoarer, vilka han gav titeln Krim 1920.
År 1929 mördades Slasjtjov i sin lägenhet i Moskva av den judiske mannen Lazar Kalenberg, som hämnd för avrättningen av Kalenbergs bror, som dödats under Slasjtjovs befäl under ryska inbördeskriget. Efter att ha fått reda på detta, beslutade tjänstemän att Kolenberg var "tillfälligt galen" när han dödade Slasjtjov. Han fick sitt ärende arkiverat och släpptes från häktet.